# Cola fibrillosa
Cola fibrillosa är en malvaväxtart som beskrevs av Adolf Engler och K. Krause. Cola fibrillosa ingår i släktet Cola och familjen malvaväxter. Inga underarter finns listade i Catalogue of Life.